# All Wound Up
 (février 2017).
Si vous disposez d'ouvrages ou d'articles de référence ou si vous connaissez des sites web de qualité traitant du thème abordé ici, merci de compléter l'article en donnant les références utiles à sa vérifiabilité et en les liant à la section « Notes et références ».
Albums de Godsmack
Godsmack
(1998)
All Wound Up est le premier album officiel du groupe de heavy metal américain Godsmack, sorti indépendamment le 28 juillet 1997.
Initialement paru en version démo, l'album est finalement édité, remastérisé et relancé comme premier album studio du groupe sous le nom de Godsmack en août 1998 avec quelques modifications dans la liste des titres.

## Liste des titres
| 1.    | Moon Baby              | 4:22 |
| 2.    | Immune                 | 4:47 |
| 3.    | Time Bomb              | 3:56 |
| 4.    | Keep Away              | 5:05 |
| 5.    | Situation              | 5:31 |
| 6.    | Stress                 | 5:02 |
| 7.    | Bad Religion           | 3:39 |
| 8.    | Get Up, Get Out!       | 5:31 |
| 9.    | Now or Never           | 5:04 |
| 10.   | Going Down             | 3:29 |
| 11.   | Voodoo                 | 4:36 |
| 12.   | Whatever (titre caché) | 3:24 |
| 54:36 |                        |      |

## Crédits

### Membres du groupe
- Sully Erna : chant, guitare, batterie, claviers (additionnel)
- Tony Rombola : guitare solo, chœurs
- Robbie Merrill : basse
- Joe D'Arco : premier batteur de tournée
- Tommy Stewart : second batteur de tournée
- Godsmack, Mudrock : percussions (additionnel)

### Technique
- Production, programmation des percussions : Sully Erna
- Co-production, enregistrement, ingénierie, mixage : Mudrock
- Mastering : Jonathan Wyner